# Ross Davenport
Ross Davenport (Derby, 23 maggio 1984) è un ex nuotatore britannico.

## Palmarès
- Mondiali in vasca corta

Manchester 2008: argento nella 4x200m sl.
- Europei

Budapest 2006: argento nella 4x200m sl.
- Europei in vasca corta

Trieste 2005: bronzo nei 200m sl.
- Giochi del Commonwealth

Melbourne 2006: oro nei 200m sl e nella 4x200m sl e argento nella 4x100m misti.
Delhi 2010: argento nella 4x100m sl.
- Universiadi

Daegu 2003: oro nella 4x100m sl e bronzo nei 200m sl.
Smirne 2005: argento nei 200m sl e nella 4x100m sl.
- Europei giovanili

Linz 2002: bronzo nella 4x200m sl.